# Austin Deasy
Austin Deasy (ur. 26 sierpnia 1936 w Dungarvan, zm. 10 czerwca 2017 w Waterford) – irlandzki polityk i nauczyciel, działacz partii Fine Gael, senator, deputowany, w latach 1982–1987 minister rolnictwa.

## Życiorys
Kształcił się na University College Cork, pracował jako nauczyciel w szkole średniej w rodzinnej miejscowości. Zaangażował się w działalność polityczną w ramach Fine Gael. W 1967 został radnym w Dungarvan. W 1973 został przez premiera mianowany w skład Seanad Éireann. W 1977 po raz pierwszy uzyskał mandat posła do Dáil Éireann. W siedmiu kolejnych wyborach z powodzeniem ubiegał się o reelekcję, zasiadając w niższej izbie irlandzkiego parlamentu do 2002. Od grudnia 1982 do marca 1987 sprawował urząd ministra rolnictwa w rządzie Garreta FitzGeralda.
W działalność polityczną zaangażował się również jego syn John Deasy.